# Xosha Roquemore
 (juin 2017).
Xosha Roquemore, née le 11 décembre 1984 à Los Angeles, est une actrice américaine.

## Biographie
Elle étudie[Quand ?] à la Tisch School of the Arts à Manhattan.

## Filmographie

### Long métrage
- 2009 : Precious : Jo Ann
  - Nommée au Washington DC Area Film Critics Association pour la récompense Best Ensemble
- 2009 : Rivers Wash Over Me : Racine Buchanan
- 2012 : Price Check : Donna
- 2013 : G.B.F. : Caprice Winters
- 2013 : The Butler : Foxy (non créditée)
- 2023 : Family Switch de McG
- 2025 : Captain America: Brave New World

### Court métrage
- 2008: Shades of Brooklyn, Vol. 1 : Allison
- 2011 : I Can Smoke? : Shirley
- 2014 : Human Code: Emotions/Society
- 2014 : Patton Oswalt Confronts His Haters

### Télévision
- 2008 : Viralcom : Showgirl #1 (1 épisode : You Got Yourself 30 Seconds)
- 2010 : Nurse Jackie : City Island Clerk (1 épisode : Comfort Food)
- 2010 : 10 Things I Hate About You : Baby (1 épisode : Don't Trust Me)
- 2010 : New York, section criminelle : Trina Smith (1 épisode : Inhumane Society)
- 2010 : My Boys : Tracee (1 épisode : The NTO)
- 2010 : Playing With Guns : Cinnamon (téléfilm)
- 2011 : Rescue Me : Les Héros du 11 septembre : Jayne (2 épisodes : Jeter et Vows)
- 2012 : Southland : Drea (1 épisode : Community)
- 2013 : Kirstie : Tanya (épisode pilote)
- 2013-2017 : The Mindy Project : Tamra Webb (Personnage récurrent (saison 1) puis personnage principal (saison 2 à aujourd'hui))
- 2025 : Pour toujours : Shelly